# Landkreis Sächsische Schweiz-Osterzgebirge
Landkreis Sächsische Schweiz-Osterzgebirge is een Landkreis in de deelstaat Saksen. Het ontstond tijdens de herindeling van Saksen in 2008 uit de voormalige Landkreisen Sächsische Schweiz en Weißeritzkreis.
De Landkreis telt 244.722 inwoners (31 december 2020) op een oppervlakte van 1.653,64 km². De hoofdplaats is Pirna.

## Bestuurlijke indeling

### Steden en gemeenten
De Landkreis Sächsische Schweiz-Osterzgebirge bestaat uit 19 steden en 18 gemeenten. De stad met de meeste inwoners is Freital (39.405 inwoners) gevolgd door de Kreisstadt Pirna met 38.284 inwoners. De gemeente met de meeste inwoners is Bannewitz met 11.083 inwoners (stand 31 december 2020).
| Steden 1. Altenberg (7.880) 2. Bad Gottleuba-Berggießhübel (5.538) 3. Bad Schandau (3.511) 4. Dippoldiswalde, Große Kreisstadt (14.180) 5. Dohna (6.163) 6. Freital, Große Kreisstadt (39.405) 7. Glashütte (6.730) 8. Heidenau (16.641) 9. Hohnstein (3.262) 10. Königstein (Sächsische Schweiz) (2.104) 11. Liebstadt (1.273) 12. Neustadt in Sachsen (11.962) 13. Pirna, Große Kreisstadt (38.284) 14. Rabenau (4.400) 15. Sebnitz, Große Kreisstadt (9.365) 16. Stadt Wehlen (1.565) 17. Stolpen (5.564) 18. Tharandt (5.416) 19. Wilsdruff (14.444) | Gemeenten 1. Bahretal (2.147) 2. Bannewitz (11.083) 3. Dohma (1.956) 4. Dorfhain (1.077) 5. Dürrröhrsdorf-Dittersbach (4.269) 6. Gohrisch (1.792) 7. Hartmannsdorf-Reichenau (1.011) 8. Hermsdorf/Erzgeb. (765) 9. Klingenberg (6.763) 10. Kreischa (4.533) 11. Lohmen (3.099) 12. Müglitztal (1.923) 13. Rathen, Kurort (339) 14. Rathmannsdorf (900) 15. Reinhardtsdorf-Schöna (1.302) 16. Rosenthal-Bielatal (1.585) 17. Struppen (2.491) |

### Verwaltungsgemeinschaften
In de landkreis hebben meerdere gemeenten tezamen negen Verwaltungsgemeinschaften gevormd.
- Verwaltungsgemeinschaft Altenberg met de deelnemende gemeenten Altenberg en Hermsdorf/Erzgeb.
- Verwaltungsgemeinschaft Bad Gottleuba-Berggießhübel met de deelnemende gemeenten Bad Gottleuba-Berggießhübel, Bahretal en Liebstadt
- Verwaltungsgemeinschaft Bad Schandau met de deelnemende gemeenten Bad Schandau, Rathmannsdorf en Reinhardtsdorf-Schöna
- Verwaltungsgemeinschaft Dohna-Müglitztal met de deelnemende gemeenten Dohna (VG-zetel) en Müglitztal
- Verwaltungsgemeinschaft Klingenberg met de deelnemende gemeenten Hartmannsdorf-Reichenau en Klingenberg
- Verwaltungsgemeinschaft Königstein/Sächs. Schw. met de deelnemende gemeenten Gohrisch, Königstein (Sächsische Schweiz), Rathen, Rosenthal-Bielatal en Struppen
- Verwaltungsgemeinschaft Lohmen/Stadt Wehlen met de deelnemende gemeenten Lohmen (VG-zetel) en Stadt Wehlen
- Verwaltungsgemeinschaft Pirna met de deelnemende gemeenten Dohma en Pirna
- Verwaltungsgemeinschaft Tharandt met de deelnemende gemeenten Dorfhain en Tharandt

Tot en met 30 september 2012 bestond de Verwaltungsgemeinschaft Sebnitz met de deelnemende gemeenten Kirnitzschtal en Sebnitz.
Altenberg ·
Bad Gottleuba-Berggießhübel ·
Bad Schandau ·
Bahretal ·
Bannewitz ·
Dippoldiswalde ·
Dohma ·
Dohna ·
Dorfhain ·
Dürrröhrsdorf-Dittersbach ·
Freital ·
Glashütte ·
Gohrisch ·
Hartmannsdorf-Reichenau ·
Heidenau ·
Hermsdorf/Erzgeb. ·
Hohnstein ·
Klingenberg ·
Königstein ·
Kreischa ·
Liebstadt ·
Lohmen ·
Müglitztal ·
Neustadt in Sachsen ·
Pirna ·
Porschdorf ·
Rabenau ·
Rathen ·
Rathmannsdorf ·
Reinhardtsdorf-Schöna ·
Rosenthal-Bielatal ·
Sebnitz ·
Stadt Wehlen ·
Stolpen ·
Struppen ·
Tharandt ·
Wilsdruff